# Sinfonia
Sinfonia (italienisch, von altgriechisch σύν „zusammen“ und altgriechisch φωνή „Klang“) bezeichnet seit Anfang des 17. Jahrhunderts (meist relativ kurze) Instrumentalstücke innerhalb größerer Vokalwerke (z. B. Kantaten, Opern), später auch in zyklischen Instrumentalformen (Suite). Zum Teil waren die Begriffe Sinfonia (etwa bei Francesco Corbetta und seinem Schüler Giovanni Battista Granata) und Sonata (wie bei Arcangelo Corelli) im 17. Jahrhundert austauschbar.
Einige Bachkantaten beginnen mit einer Sinfonia, so beispielsweise die Kantaten Nr. 4, 12, 18, 21, 29, 31, 42, 49, 52, 75, 146, 150, 152, 156, 169, 174, 182, 188 und 196. Eine bekannte Sinfonia von Bach ist die Pastorale zu Beginn der zweiten Kantate des Weihnachtsoratoriums (BWV 248). Bei der Kantate BWV 76 eröffnet eine Sinfonia jenen zweiten Teil der Kantate, der ursprünglich nach der Predigt musiziert wurde. In der Kantate BWV 35 steht eine Sinfonia am Anfang der Kantate und eine weitere Sinfonia am Anfang des zweiten Teils nach der Predigt.
Im 18. Jahrhundert löst sich die neapolitanische Opernsinfonia, die auch unabhängig von der Oper in sogenannten Akademien aufgeführt wurde, aus ihrer Funktion als Opernouvertüre heraus. Speziell die Neapolitanische Opernsinfonia mit ihren drei Teilen (schnell-langsam-schnell) und ihrem prägnanten Kopfsatz, der ebenfalls drei sich wiederholende Teile mit Modulationsplan (|:T-D:||:D-T|T-T:|) enthält, wird dann mit ihrer keimhaften Sonatensatzform zum Vorläufer der Sinfonie.
In der vorklassischen Sinfonia bauen die Streicher ihre zentrale Stellung aus. Die Bläser (meist zwei Hörner und zwei Oboen) übernehmen Begleitfunktion, wobei der Generalbass entfällt. Im Gegensatz zum Barock ist der Stil der vorklassischen Sinfonia harmonisch einfach, kontrastreich und kantabel. Zudem bildet sich ein zweites Thema heraus.
In Oberitalien ist besonders Giovanni Battista Sammartini beliebt. In Mannheim erspielte sich das Hoforchester des Kurfürsten Karl Theodors mit Sitz in Mannheim unter Johann Anton Wenzel Stamitz, dem Gründer der Mannheimer Schule, Franz Xaver Richter und Ignaz Holzbauer europäischen Ruhm als modernes Orchester der Vorklassik. Daneben ist auch die Wiener Schule mit Georg Christoph Wagenseil und Matthias Georg Monn für die Ausprägung der vorklassischen Sinfonia von Bedeutung.